# Chicago American
The Chicago American — денна газета, що виходила в Чикаго під різними назвами з 1900 року до її закриття в 1974 році.

## Історія
Перше видання газети вийшло 4 липня 1900 року під назвою Hearst's Chicago American (укр. «Chicago American Герста»), що містило в собі ім'я засновника газети — Вільяма Рендольфа Герста. У 1902 році вона була перейменована на Morning American з появою післяобіднього випуску, а у 1904 році видання ранкових та недільних газет було перейменовано на Examiner (укр. «Екзаменатор»).
У 1914 році видавець Джеймс Кілі купив Chicago Record-Herald і Chicago Inter-Ocean, об'єднавши їх в одну газету, відому під назвою Herald. Через чотири роки, у 1918 році, Кілі продав газету Вільяму Рендольфу Герсту.
Після 1918 року розповсюдження Herald-Examiner контролювалося гангстерами. Діон О'Баніон, Вінсент Друччі, Хаймі Вайс і Багз Моран спочатку продали газету Tribune, а потім з ними зв'язався видавець Мозес Анненберг, який запропонував більше грошей за продаж газети Examiner, яка пізніше була перейменована у Herald-Examiner. У 1939 році Анненберг був засуджений до трьох років ув'язнення за шахрайство і помер за ґратами.
31 жовтня 1932 року газета приєдналася до Associated Press.
Газета кілька разів висвітлювала події Голодомору 1932—1933 років в Україні, зокрема на шпальтах газети від 25 лютого і 3 березня 1935 року та 3 березня 1946 було опубліковано великі статті Ґарета Джонса з його ексклюзивними фотографіями про винищення українців голодом, які він зробив під час таємної подорожі Україною в 1933 році.
Матеріали також з'явилися і в Chicago Herald and Examiner. Їх опублікував Томас Волкер, якого запросив СРСР аби спростувати чутки про голод, натомість Волкер, ризикуючи, зробив кілька заборонених фотографій та написав про це в газеті. Всі ці видання, включно з New York Journal, належали American Hearst Press, яка активно просувала антирадянську кампанію медіа-магната Вільяма Герста.
Під тиском своїх кредиторів Герст об'єднав газети American та Herald-Examiner у 1939 році. Газета продовжувала виходити як Chicago Herald-American до 1953 року, коли знову була перейменована, на цей раз у Chicago American.
Як і багато інших післяобідніх щоденних газет, у повоєнні роки тираж газети знижувався, частково через телевізійні новини, а частково через переїзд населення з міста до передмість. Газета продовжувала виходити як післяобідня газета до 1969 року, коли Tribune перетворила її на таблоїдний формат Chicago Today (укр. «Чикаго сьогодні»). Заходи з підтримки газети були безуспішними, і Chicago Today опублікувала свій останній номер 13 вересня 1974 року.
Штаб-квартира газети знаходилася в будівлі Герста, розташованій на 326 Західний Медісон-стріт у Чикаго. У 1961 році офіс Chicago's American було перенесено до Триб'юн Тауер за адресою 435 Північна Мічиган Авеню, де він залишався до остаточного закриття Chicago Today у 1974 році.

Статті Chicago American про Голодомор в Україні від 25 лютого і 3 березня 1935
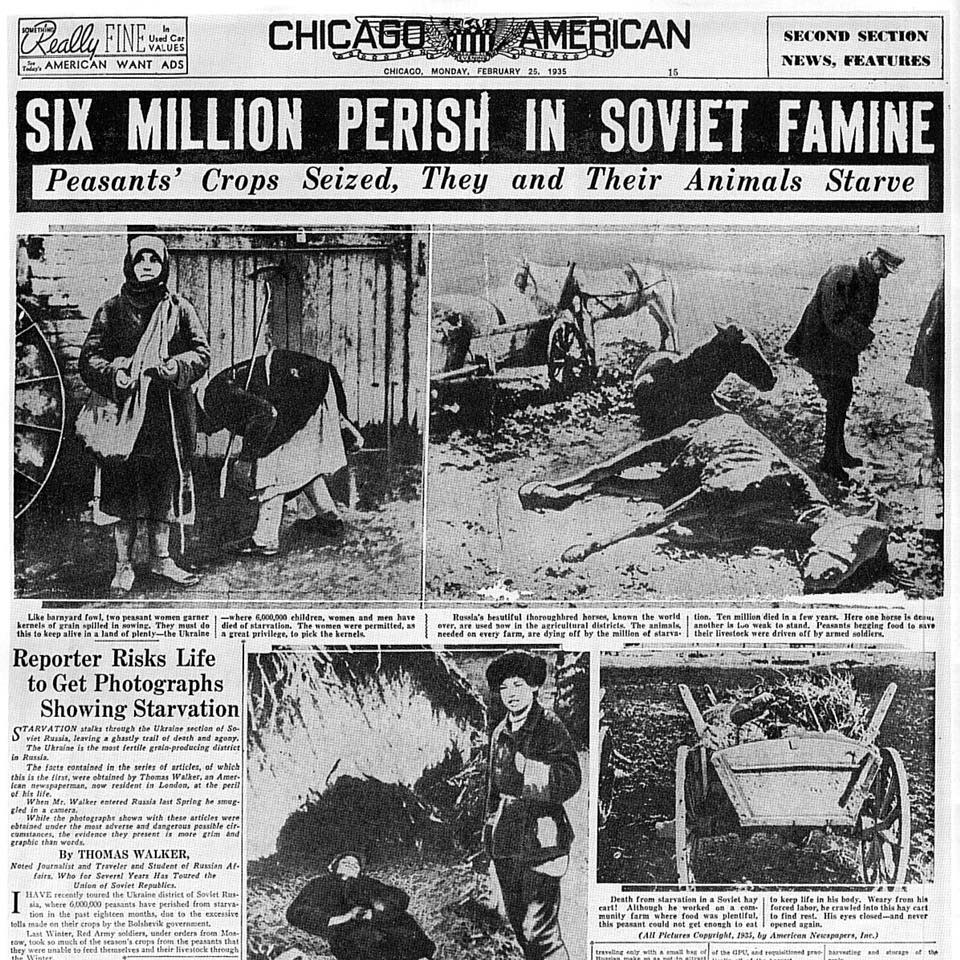
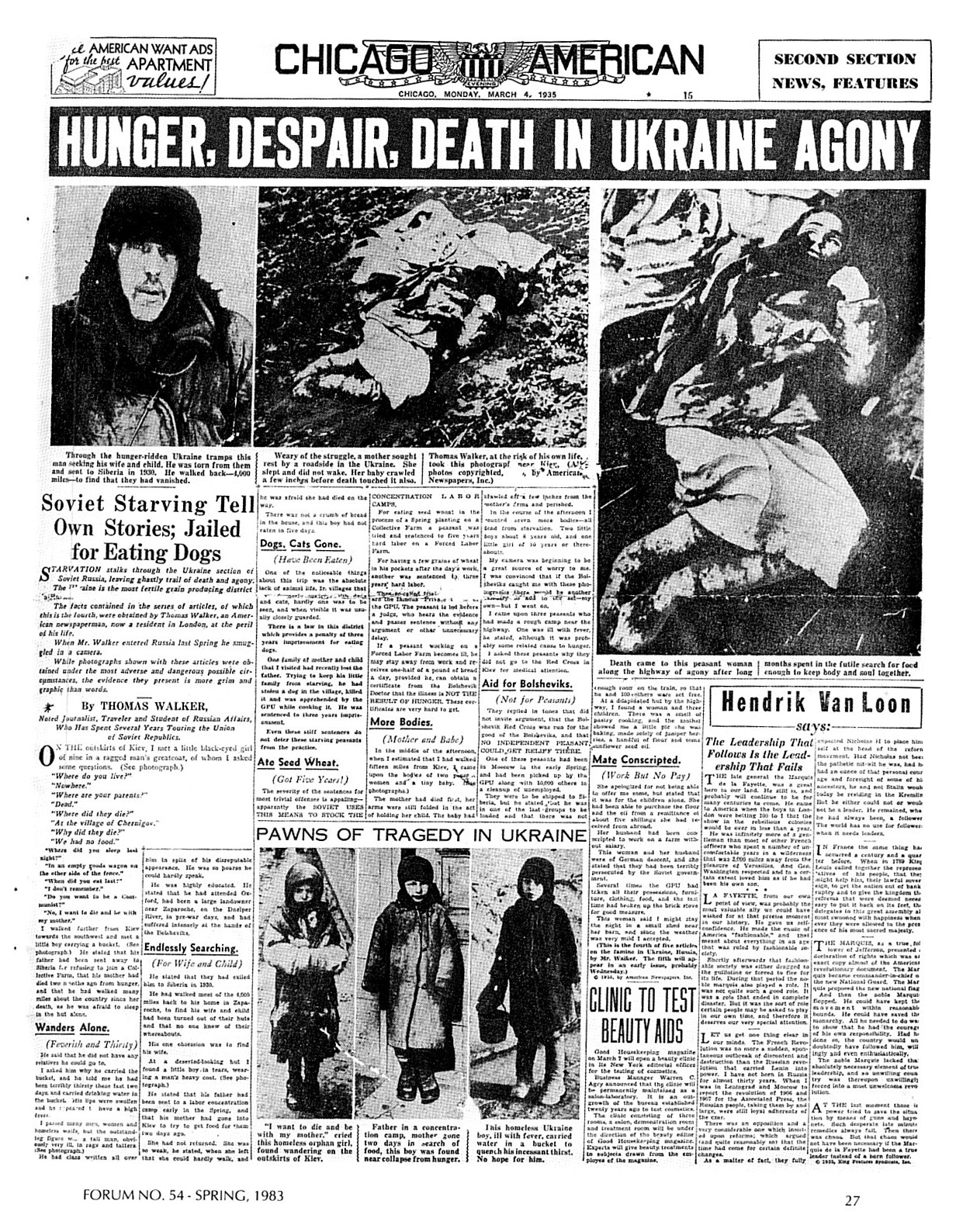